# Diocleeae
Tribu
Synonymes
- Diocleae Hutch.
- Diocleinae Benth. (1837)

Diocleeae est une tribu de plantes à fleurs de la famille des Fabacées.

## Liste des genres
- Clade Canavalia
  - Canavalia Adans.
- Clade Dioclea
  - Cleobulia Mart. ex Benth.
  - Cymbosema Benth.
  - Dioclea Kunth
  - Macropsychanthus Harms ex K. Schum. & Lauterb.
- Clade Galactia
  - Bionia Mart.[1],[2]
  - Camptosema Hook. & Arn.
  - Collaea DC.
  - Cratylia Mart. ex Benth.
  - Galactia P. Browne
  - Lackeya Fortunato et al.
  - Neorudolphia Britton
  - Rhodopis Urb.